# Paran
Paran (héberül: פָּארָן) kis mosav Dél-Izraelben. Az Arabah-völgyben található, körülbelül 100 km-re Eilattól északra, a Közép-Arava Regionális Tanács fennhatósága alá tartozik. 2021-ben a településnek 508 lakosa volt.

## Történelem
A település Mózes első könyvének egyik szakaszáról kapta a nevét (21:20–21): "Isten azonban vele volt, a fiú pedig nőtt és a pusztában lakott, és íjász lett belőle. És a Paran pusztájában élt. És anyja feleséget vett neki Egyiptom földjéről."

## Gazdaság
A családi gazdaságok mindegyike 50 dunamon fekszik (50 000 m²). A fő előállított termény a kiváló minőségű paprika és az exportra szánt virág. Ezen kívül a családok közül tizennégy egyenként 40-45 tejelő tehénből álló tehénistállót üzemeltet. A kisebb mezőgazdasági ágak közé tartozik a datolyapálma-termesztés és a pulykatenyésztés is.
Egyes családok más tevékenységekkel egészítik ki bevételeiket, például lovasiskolával, zöldség- és virágpalánták óvodájával, művészeti és kézműves cikkeket gyártó háziiparral, terepjárókkal. 
2008-ban Izraelben az új szabályok nyereségessé tették a napenergia használatát. Egyes családok 50 kWp teljesítményű fotovoltaikus erőművekből (családonként) kezdtek villamos energiát (kereskedelmileg) termelni, felhasználva a térség rengeteg napsütötte óráját és száraz időjárását. 

## Szolgáltatások
A mosav számos közösségi szolgáltatást kínál tagjainak, beleértve az óvodát, bölcsődét, tagklubot, ifjúsági klubot, uszodát, garázst, fitneszt, nyilvános kerteket és jól felszerelt könyvtárat, kisboltot.

## Fordítás
Ez a szócikk részben vagy egészben  a   Paran, Israel című angol Wikipédia-szócikk ezen változatának fordításán alapul.  Az eredeti cikk szerkesztőit annak laptörténete sorolja fel. Ez a jelzés csupán a megfogalmazás eredetét és a szerzői jogokat jelzi, nem szolgál a cikkben szereplő információk forrásmegjelöléseként.